# Shahd Mohamed
Shahd Mohamed (arabisch شهد محمد; * 15. Februar 2004) ist eine ägyptische Bahnradsportlerin, die auf Kurzzeitdisziplinen spezialisiert ist. In ägyptischen Medien wird sie auch Shahd Saeed (arabisch شهد سعيد) genannt, in internationalen Wettbewerben tritt sie unter dem Namen Shahd Mohamed auf.

## Sportlicher Werdegang
Shahd Mohamed ging auf eine Sportschule in Faijum, wo sie zunächst Leichtathletik betrieb und dann zum Radsport wechselte. Mit 18 Jahren, bei ihren ersten ägyptischen Meisterschaften, gewann sie auf Anhieb drei Titel im Sprint, Keirin und Teamsprint. Im Jahr darauf gewann sie bei den Afrika-Meisterschaften drei Medaillen, insbesondere siegte sie im Sprint. Bei den Afrika-Meisterschaften 2024 wurde sie gar dreifache Afrikameisterin. Sie repräsentierte ihr Land zudem bei den Junioren-Weltmeisterschaften 2021, den Weltmeisterschaften 2023 sowie im Nations Cup 2023 und 2024.
Bei den ägyptischen Straßenmeisterschaften im April 2024 wurde Shahd Mohamed vorgeworfen, willentlich den Sturz einer anderen Fahrerin herbeigeführt zu haben. Der ägyptische Verband sperrte sie für ein Jahr, nominierte sie aber trotzdem für die Bahn-Wettbewerbe der Olympischen Spiele 2024, für die Ägypten aufgrund ihrer Leistungen einen Platz erworben hatte. Das Ägyptische Olympische Komitee wies diese Nominierung zurück und schloss Shahd Mohamed von den Spielen aus.

## Erfolge
2022
 Ägyptische Meisterin – Sprint, Keirin, Teamsprint (mit Ebtisam Zayed und Rehab Elsherbini)
2023
 Afrikameisterin – Sprint
 Afrikameisterschaften – Keirin, Zeitfahren
 Arabische Meisterschaften – Sprint, Keirin, Zeitfahren, Teamsprint (mit Ebtisam Zayed und Nada Aboubalash)
 Arabische Meisterschaften – Ausscheidungsfahren
2024
 Afrikameisterin – Sprint, Zeitfahren, Teamsprint (mit Ebtisam Zayed und Nada Aboubalash)
2025
 Afrikameisterin – Sprint, Keirin, Teamsprint (mit Mentalla Belal und Sara Anwar), Mannschaftsverfolgung (mit Ebtisam Zayed, Mentalla Belal und Habiba Osama), Zweier-Mannschaftsfahren (mit Ebtisam Zayed)
 Afrikameisterschaften – Zeitfahren
 Afrikameisterschaften – Punktefahren